# Platin-Stern (Gruppe Wagner)
Der Platin-Stern (Russisch: Платиновая звезда) ist eine nichtstaatliche Auszeichnung der Gruppe Wagner und gleichzeitig die höchste Auszeichnung, die diese Gruppe vergibt. Sie ist der staatlichen Auszeichnung „Held der Russischen Föderation“ nachempfunden, anders als diese ist der Platin-Stern aber in platin statt in gold gehalten und wird am grauen Band verliehen.
Gemäß der Gruppe Wagner wird der Stern an Kämpfer verliehen, die Heroismus gezeigt haben, „unabhängig ihrer Vergangenheit oder laufenden Verfahren“. Eine Besonderheit darüber hinaus ist die Tatsache, dass für gewöhnlich nur einfache Soldaten und junge Kommandeure verliehen wird, während die Verleihung an höhere Kommandeure nur posthum und nur im Falle des Todes "mit der Waffe in der Hand" erfolgt. Der Stern ist Teil eines gemäß Wagner sehr einfachen Auszeichnungssystems, das gemäß Wagner aus nur drei Auszeichnungen besteht. Die Verleihungszeremonien entsprechen ebenfalls nicht den Konventionen, die beispielsweise bei einer Verleihung des Ehrentitels „Held der Russischen Föderation“ zu erwarten wären. So wurden Titel bereits mitten im zerstörten Bachmut verliehen. Überreicht wurde der Ehrentitel während der bekannten Zeremonien von Prigoschin selbst.
Im Zusammenhang mit dem Krieg in der Ukraine kam es auf russischer Seite vor der Annexion der Gebiete Luhansk und Donezk zu einer gewissen Inflation an Helden-Titeln, da sowohl die Russische Föderation, die Volksrepublik Donezk, die Volksrepublik Lugansk als auch die PMC Wagner eigene Helden-Titel verliehen. Mit der Annexion der Volksrepubliken wurden diese Verleihungen eingestellt, allerdings wurden die bereits verliehenen Titel nicht aberkannt. So ist Aleksey Yuryevich Nagin beispielsweise Held der Russischen Föderation, der Volksrepublik Lugansk sowie Träger des Platin-Sterns/Held der Gruppe Wagner. Prigoschin, Kommandierender der Gruppe Wagner, ist ebenfalls selbst Träger dreier solcher Helden-Titel. Ob er selber den Platin-Stern angenommen hat, ist unklar.

## Träger (Auswahl)
- Aleksey Yuryevich Nagin (posthum)